# 知英
姜知英（： Gang Ji Yeong，1994年1月18日—），藝名知英，韓國女歌手，為韓國女子團體Kara成員，表姐是歌手NS允智。2014年4月4日官方宣布知英約滿正式退出Kara後
便於英國倫敦留學接受語言以及演技的課程畢業後，主要活躍於日本演藝圈至2019年。2022年9月，為慶祝出道15周年再度成為KARA成員

## 生平
姜知英出生於京畿道坡州市，其表姊為韓國女歌手NS允智。在金成熙退出韓國女子流行音樂團體Kara後，當時還是DSP Media練習生的知英和荷拉受到DSP Media的選拔遞補而加入團體。

### 教育程度
知英曾就讀奉日川中學（Bongilcheon Middle School）。2012年2月，畢業於舞鶴女子高中（Muhak Women's High School）。2013年2月27日，參加開學典禮正式入讀成均館大學成為表演藝術專業的學生{與f(x)成員鄭秀晶為同校同級同系的同學}。曾至英國倫敦留學接受語言以及演技的課程。

### 2008至2014年：Kara成員時期
2011年1月19日，除了隊長奎利外KARA的四位成員昇延、妮可、荷拉、知英表示將單方面與DSP Media脫離合約，後來荷拉表示不會解約。KARA的律師LAND MARK表示長期以來經紀公司靠自己權力強迫超負荷工作，不和成員們溝通私下隨意增加節目通告，包括不想參加的活動，而且必須參與所有的工作行程。KARA認為無法和公司恢復信任關係是導致解約的最大原因，成員收入只得到總收入1% 。
2011年4月29日，解約風波結束，DSP Media與成員們達成協議，今後KARA仍然以五人形式繼續活動。
2011年10月19日，知英開始拍攝《青春不敗》第二季，與Sunny、孝淵、Amber、寶拉、秀智、藝媛、佑麗組成「G8」（Girls 8）。
2014年1月15日，DSP經紀公司發表聲明知英不續約的事情，現時合約至同年四月為止。同日知英父親於訪問中確認女兒正式向DSP遞交不續約書面通知，並表示「在過去的7年裡，姜知英作為團裡的老么經歷過很多說不出的苦衷。之前，作為KARA的老么活動，今後她想展開個人的夢想。如果繼續留在KARA的話今後也會賺很多錢，但錢不是最重要的，她想做自己喜歡的事」
2014年4月4日，知英出發前往倫敦接受語言以及演技的課程。翌日，官方宣布知英正式退出所屬團體Kara。

### 2014年至2019年年末：旅日演員兼歌手
2014年8月21日，知英與日本經紀公司Sweet Power正式簽約，以演員身分於日本進行活動。
2016年3月16日在日本樂壇以個人歌手的身份出道，藝名為「JY」，並與同日發行英文單曲「Radio」及日文單曲「最後のサヨナラ」。

### 2019年年末至今：韓國活動正式再開
2019年12月2日，與韓國經紀公司Keyeast 簽訂了專屬合約，知英將以演員的身份正式開始韓國國內活動。此次是她自2014年退出Kara
后時隔5年再次在韓國活動。

## 中文正名
知英於2011年6月24日在個人Twitter中說明自己中文名字為「姜知英」，前所屬團體Kara在亞洲的唱片發行公司華納音樂也同樣替知英正名漢字名字為「姜知英」。
|                                        | 原文： 翻譯：我在網路上的漢字名字是錯誤的。我的漢字名字是「姜知英」才對！ |
| ——姜知英，2011年6月24日寫於個人Twitter |                                                                           |

## 音樂作品

### Kara

#### Kara時期單曲
- 2010年 《눈이부셔》（Nunnibusheo）－Jumper（Feat. 知英）
- 2010年 《Merry love》（與金成帝(Supernova)）
- 2010年 SBS《大物》OST－〈My love〉（與奎利、Soundtrack for Daemul）
- 2012年 知英《Wanna Do》
- 2012年 東京電視台《戀愛之家（日语：恋するメゾン。〜Rainbow Rose〜）》開幕主題歌－〈Rainbow Rose〉[6]

2016以藝名 「JY」回歸樂壇

### 英文單曲
| 年份 |           | 介紹 | 曲目                                               |
| 2016 | 《Radio》 | - 發行日期: - 2016年 3月16日 (美國，澳大利亞，中國大陸，台灣等國家) - 2016年 3月21日 (韓國) - 發行公司: 索尼音樂娛樂 - 數位單曲 | 1. Radio 2. I'm Just Not into You 3. Up in the Air |

### 日文單曲
| 年份 | 名稱                            | 介紹 | 曲目                                                                                          |
| 2016 | 首張日文單曲 《最後のサヨナラ》 | - 發行日期: - 2016年 3月16日（日本） - 2016年 3月22日（韓國） - 2016年 3月25日（台灣） - 發行公司: 索尼音樂娛樂 - 實體CD, 數位音源 | 1. 最後のサヨナラ 2. さよなら私の少女 3. オリビアを聴きながら 4. 最後のサヨナラ-Instrumental- |
| 2016 | 《好きな人がいること》          | - 發行日期: - 2016年 8月31日（日本） - 發行公司: 索尼音樂娛樂 - 實體CD, 數位音源                                                   | 1. 好きな人がいること 2. Hello Mr. 3. 夢先案内人 4. 好きな人がいること -instrumental-         |
| 2016 | 《フェイク》                    | - 發行日期: - 2016年12月7日（日本） - 發行公司: 索尼音樂娛樂 - 實體CD, 數位音源                                                    | 1. フェイク 2. ブギウギ 3. Crazy Love 4. フェイク -instrumental-                              |
| 2016 | 《恋をしていたこと》            | - 發行日期: - 2016年12月7日（日本） - 發行公司: 索尼音樂娛樂 - 實體CD, 數位音源                                                    | 1. 恋をしていたこと 2. Myすたんだ~ど 3. Up In The Air 4. 恋をしていたこと -instrumental-      |

### 日文專輯
| 年份 | 名稱                     | 介紹                                                                            | 曲目 |
| 2017 | 《Many Faces〜多面性〜》 | - 發行日期: - 2017年5月10日（日本） - 發行公司: 索尼音樂娛樂 - 實體CD, 數位音源 | 1. 好きな人がいること 2. 恋をしていたこと 3. このままで 4. 君にキスを君にハグを君に愛を 5. フェイク 6. Come Back 7. 女子モドキ 8. Many Faces 9. ブギウギ 10. 大切な時間 11. 最後のサヨナラ 12. LETTER |

## 影視作品

### 電影
| 年份   | 劇名                     | 角色            | 性質 |
| 2015年 | 《暗殺教室》             | 伊莉娜·葉拉維琪 |      |
| 2015年 | 《名偵探柯南：業火的向日葵》   | 美术馆导游      | 配音 |
| 2016年 | 《全員單戀》之單戀螺旋篇 | 金秀妍          | 主角 |
| 2018年 | 《Reon甜心大叔》         | 小鳥遊玲音      | 主角 |
| 2018年 | 《明明是我的人生》       | 金城瑞穗        | 主角 |
| 2019年 | 《追愛棉花糖女孩》       | 佐平綾音        | 主角 |
| 2025年 | 《i kill you》           | 善雨/智妍       | 主角 |

### 電視劇
| 年份 | 電視台     | 劇名                                | 角色                  | 性質       |
| 2009 | MBC        | 《Hero》                            |                       | 客串       |
| 2011 | 東京電視台 | 《URAKARA》                         | 知英                  | 主角       |
| 2012 | 東京電視台 | 《戀愛之家》                        | 韓侑莉                | 主角       |
| 2014 | DRAMAcube  | 《Secret Love》                     | 朴蘇悅                | 單元女主角 |
| 2014 | 日本電視台 | 《靈異教師神眉》                    | 雪姬                  |            |
| 2014 | 日本電視台 | 《彼岸花～女子犯罪檔案～》SP        | 長見薫子              |            |
| 2015 | 朝日電視台 | 《民王》                            | 村野繪里香            |            |
| 2016 | 日本電視台 | 《彼岸花～女子犯罪檔案～》          | 長見薫子              |            |
| 2016 | 朝日電視台 | 《ドクターX〜外科医・大門未知子〜》 | 七瀨由香              | 客串       |
| 2017 | 東海電視台 | 《黑色孤兒～七個基因～》            | 青山沙羅/椎名真緒子等 | 主角       |
| 2019 | 日本電視台 | 《房仲女王2》                       | 宮寺奈奈              | 客串 ep.5  |
| 2019 | WOWOW      | 《然後，活下去》                    | 韓俞利                |            |
| 2020 | JTBC       | 《宵夜男女》                        | 金雅珍                | 主角       |
| 2022 | SBS        | 《成為你的夜晚》                    | 尼娜                  | 客串       |
| 2023 | JTBC       | 《車貞淑醫生》                      | 劉智宣                | 特別出演   |
| 2026 | WOWOW、MBC | 《大長今》                          | 崔今英                |            |

### 綜藝節目
- 2011年 《青春不敗2》固定成員（2011年11月12日－2012年11月17日）

### 電台
- 2014年 日本放送《知英的All Night Nippon GOLD》主持人（2014年9月12日）
- 2015-16年 TOKYO FM《知英の季節》主持人（2015年4月7日 -2017年3月29日）

## 其他作品

### 出版書籍
- 首次寫真集「知英物語～剛出生的我～」（2014年11月13日發售）

## 外部連結
- 知英的X（前Twitter） 
- 知英的Instagram帳戶
- 知英 （页面存档备份，存于）Sweet Power Official Site
- 知英 （页面存档备份，存于）Sweet Power International